# Charles N. Agree
Charles Nathanial Agree (Stamford, Connecticut, 18 de abril de 1897-Detroit, 10 de marzo de 1982) fue un arquitecto estadounidense que se especializó en edificios residenciales y en edificios culturales en Detroit, la ciudad más poblada del estado de Míchigan (Estados Unidos). Cuatro de sus obras figuran en el Registro Nacional de Lugares Históricos: Grande Ballroom (1909), The Whittier Hotel (1921), Belcrest Apartments (1926) y Vanity Ballroom (1929).

## Biografía
Agree se mudó a Detroit en 1909 a la edad de 12 años. Abrió su firma en 1917 después de graduarse del Detroit Institute of Technology. Su primer gran encargo fue en 1921 para construir el lujosos Hotel Whittier cerca de la orilla del río Detroit. Gracias a ese proyecto, ganó una gran notoriedad y recibió otros encargos similares. En ese sentido, en 1926 diseñó los Belcrest Apartments y los Seville Apartments.

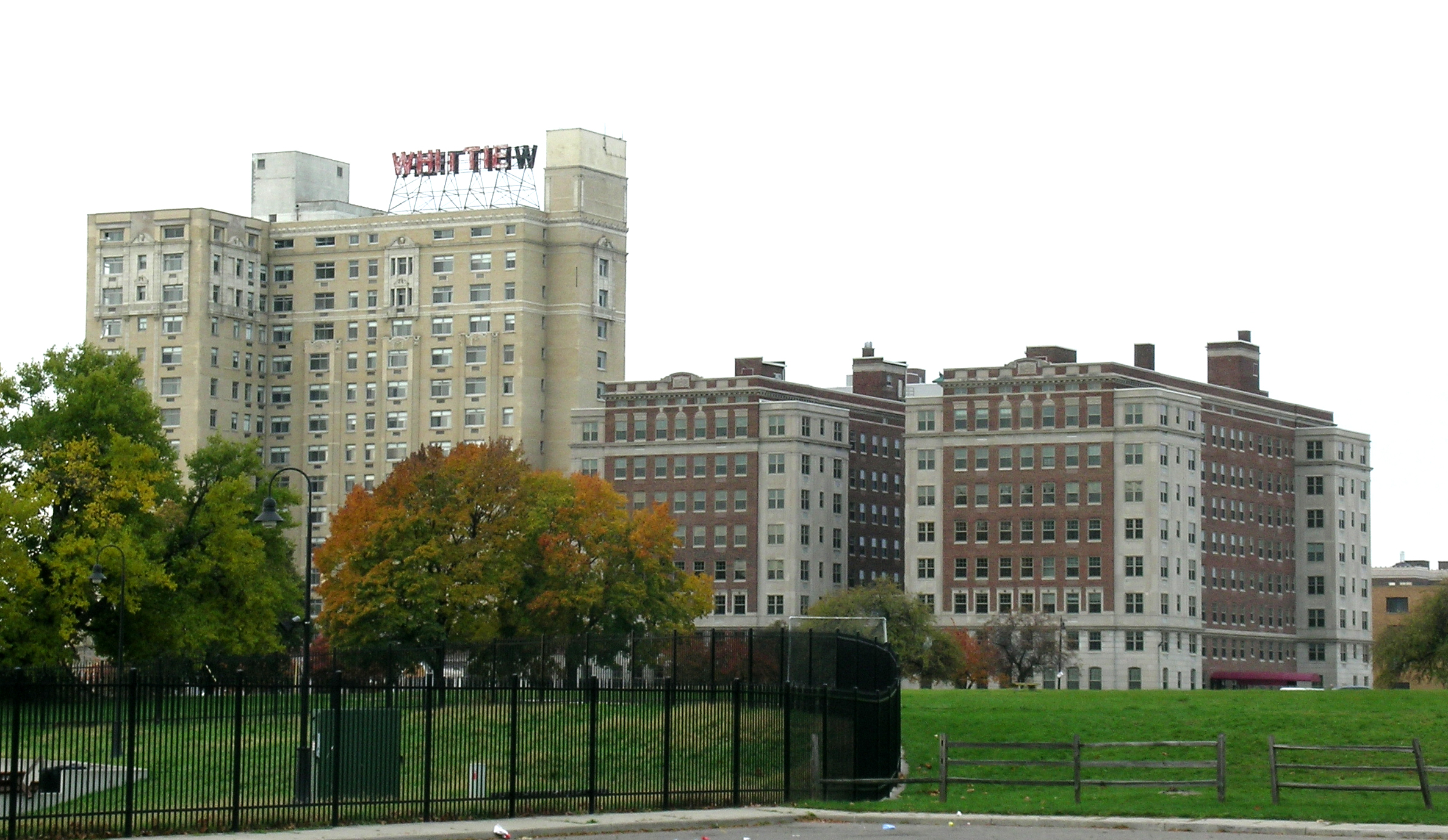
Whittier Hotel.

Más tarde pasó a diseñar muchos edificios de oficinas, teatros y salones de baile como el Hollywood Theater (1927), el Grande Ballroom (1928) y el Vanity Ballroom (1929). Agree fue uno de los arquitectos de Detroit de las décadas de 1920 y 1930 que utilizó los servicios del escultor arquitectónico Corrado Parducci.

Entre 1936 y 1941, Agree diseñó en Detroit las salas Westown Theater, Beverly Theatre, Palmer Park Theatre, Harpos Concert Theatre, Royal Theatre y Trans-Lux Krim.

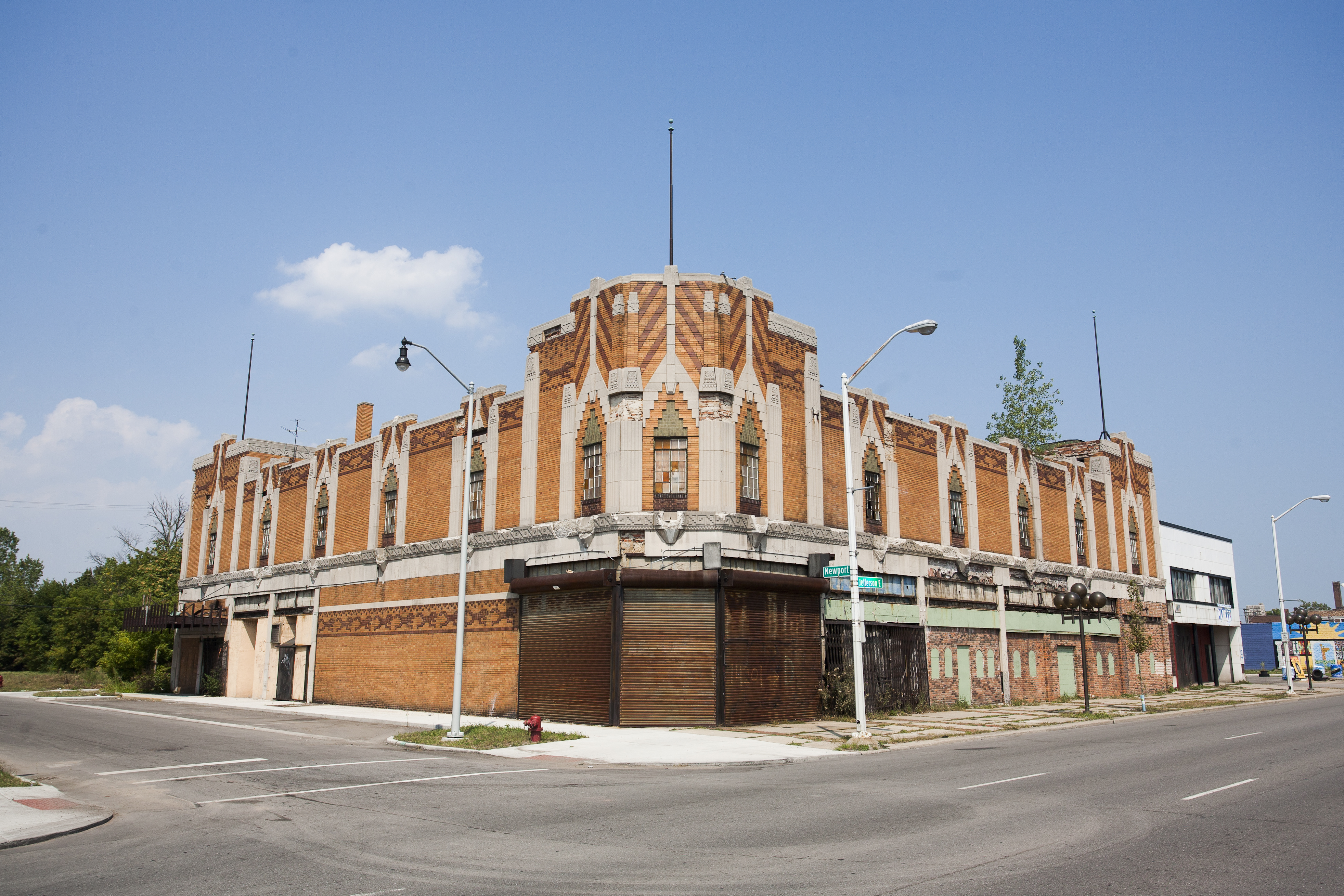
Vanity Ballroom.

A medida que la arquitectura cambió en la década de 1960, también lo hicieron las comisiones de Agree. Comenzó a diseñar muchos centros comerciales de estilo moderno.
Además de la oficina en Book Tower, la firma de Agree abrió más tarde una oficina en McNichols Road en Detroit y luego una oficina suburbana en Bloomfield Hills. Vivió en el vecindario de Boston-Edison hasta su muerte en 1982.

## Conservación
La mayoría de sus teatros, salas de cine y salones de baile han sufrido las consecuencias del declive de Detroit y han sido demolidos, profundamente alerados o se encuentran en un avanzado estado de ruina. Esto ha pasado a su vez con estructuras más grandes, cono los demolidos Wilshire Hotel, Seville Apartments y Plymouth Apartments.

## Lecturas adiconales
- Hill, Eric J.; John Gallagher (2002). AIA Detroit: The American Institute of Architects Guide to Detroit Architecture. Wayne State University Press. ISBN 0-8143-3120-3.
- Meyer, Katherine Mattingly; Martin C.P. McElroy with Introduction by W. Hawkins Ferry; Hon A.I.A. (1980). Detroit Architecture A.I.A. Guide (Revised edición). Wayne State University Press. ISBN 0-8143-1651-4.

- Datos: Q5081181